# Sanctus Diavolos
Sanctus Diavolos osmi je studijski album grčkog black metal-sastava Rotting Christ. Diskografska kuća Century Media Records objavila ga je 20. rujna 2004. godine.
Prvi je objavljeni uradak skupine nakon odlaska dugogodišnjeg gitarista Kostasa i klavijaturista Georgea. Na albumu gostuju gitarist Gus G. (Dream Evil, Firewind) i zbor, a pjevač Sakis Tolis svira i sintisajzer. 
Album je snimljen u SCA Studiosu u Grčkoj, a u studiju Fredman u Göteborgu miksao ga je švedski glazbenik i producent Fredrik Nordström.

## Popis pjesama
Tekstovi i glazba: Sakis Tolis. 
| 1.    | »Visions of a Blind Order«      | 3:46 |
| 2.    | »Thy Wings, Thy Horns, Thy Sin« | 4:13 |
| 3.    | »Athanati Este«                 | 5:40 |
| 4.    | »Tyrannical«                    | 5:07 |
| 5.    | »You My Cross«                  | 4:19 |
| 6.    | »Sanctimonius«                  | 3:16 |
| 7.    | »Serve in Heaven«               | 3:55 |
| 8.    | »Shades of Evil«                | 5:14 |
| 9.    | »Doctrine«                      | 6:28 |
| 10.   | »Sanctus Diavolos«              | 6:41 |
| 48:39 |                                 |      |

## Zasluge
Rotting Christ
- Sakis Tolis – vokali, gitara, klavijature
- Andreas Lagios – bas-gitara
- Themis Tolis – bubnjevi

Dodatni glazbenici
- Gus G. – solo (na pjesmi 1.)
- Christos Antoniou – zborski aranžmani

## Vanjske poveznice
- Sanctus Diavolos na AllMusicu